# College van Savoye

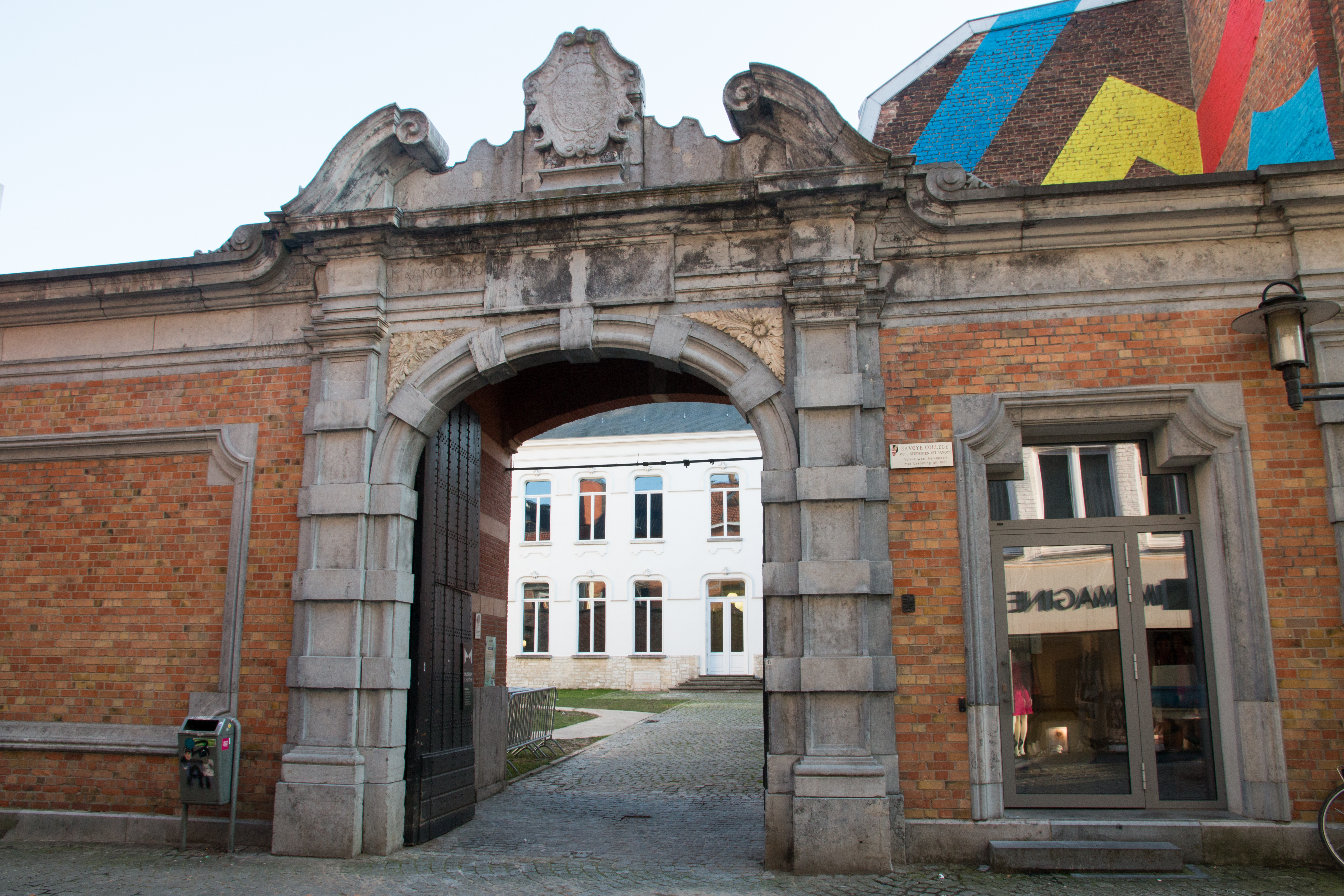
Toegangspoort tot het College van Savoye, Leuven, België.

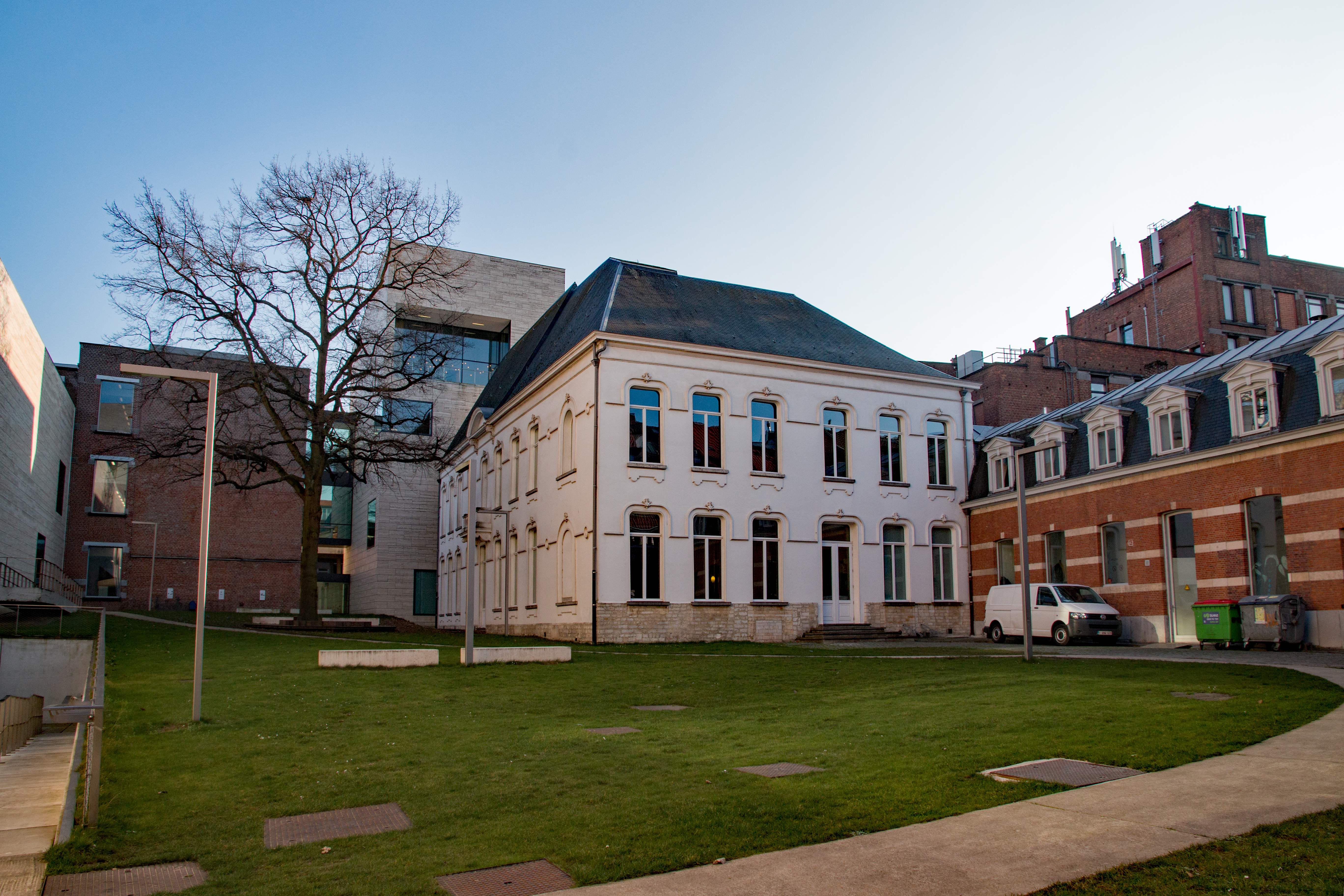
Burgemeesterswoning Vander Kelen-Mertens in de voormalige tuin van het college.

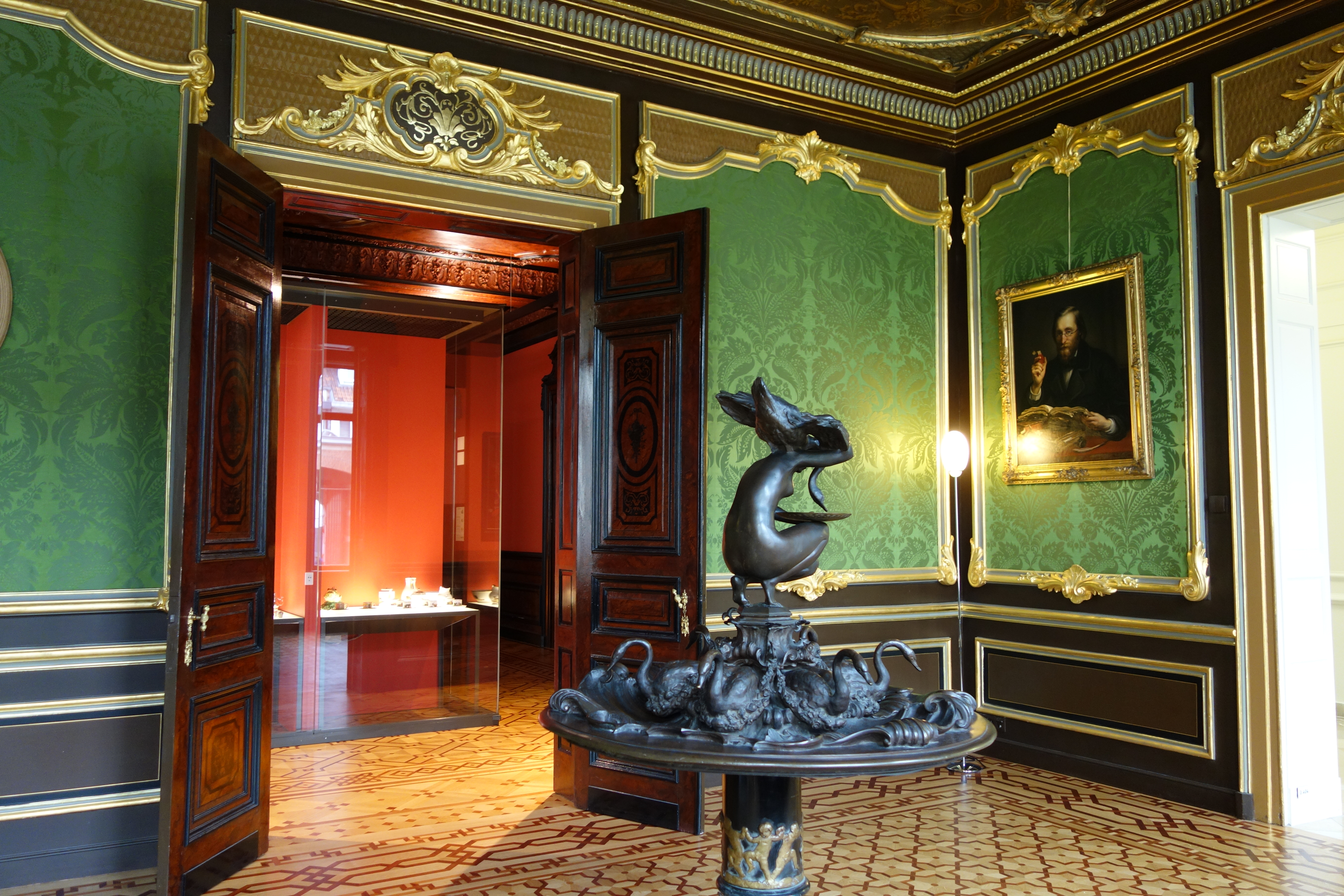
Binnenzicht.

Het College van Savoye was een studiehuis (1551-1797) van de Universiteit van Leuven. Het was in de 19e eeuw de woning van Leopold Vander Kelen, burgemeester van Leuven, en zijn vrouw Maria Mertens. In de 20e eeuw werd dit het Stedelijk Museum Vander Kelen-Mertens en, in de 21e eeuw, een deel van Museum M.

## Historiek

### Habsburgse Nederlanden
De stichter van het college was Eustace Chapuys, ambassadeur van keizer Karel V in Londen en adviseur voor de katholieke koningin Catharina van Aragon. Na zijn actief leven trok Chapuys zich terug in Leuven, in het hertogdom Brabant, dat een deel was van de Habsburgse Nederlanden. Hij kocht het refugiehuis van de abdij van Hemiksem (1547). Chapuys kocht het refugiehuis, met uitgestrekte tuin en 3 kleine huisjes, van Louis Roelants. Louis Roelants was eigenaar van het abdijgoed en was ooit kanselier van het hertogdom Brabant. Het domein was gelegen aan de Penningstraat, vandaag Savoyestraat. Chapuys beoogde studenten van de Universiteit Leuven te huisvesten die afkomstig waren van het hertogdom Savoye, en liefst nog van Annecy, waar hij geboren was. Chapuys liet grote werken uitvoeren, zodat er een slaapzaal kwam, een kapel, een leeszaal en een grote keuken met moestuin. De eerste studenten kwamen toe in 1551. Zij volgden filosofie in de Pedagogie De Valk, dat toen vlak ernaast lag, of volgden andere vakken zoals kerkelijk recht in de Universiteitshal, de voormalige lakenhal van de weversgilde. Na zijn dood (1556) werd Chapuys begraven in de kapel van het college. In 1567 stapte de hertog van Alva binnen in het College van Savoye; hij was op weg naar Brussel om er de Spaanse Nederlanden te besturen.
In de eeuwen die volgden vonden er 2 grote verbouwingen plaats. De eerste vond plaats in 1650, tijdens het bestuur van Antoine Dowe, doctor in de theologie. Hij liet onder meer een grote ingangspoort bouwen, die vandaag nog bestaat. De tweede verbouwing, in 1757, gebeurde volgens de plannen van de architect Jacques Hustin. De gebouwen kregen brede dwarsvleugels, afgewerkt met trapgevels. De directeur van het College van Savoye was toen Léonard-Joseph Streithagen.

### Franse Nederlanden
In 1797 schafte het Franse bestuur de Universiteit van Leuven af. Daarmee sloot het College van Savoye haar deuren. Het domein werd verkocht en geraakte in privé-handen. De kapel en sommige vleugels werden gesloopt.

### België
In 1855 kochten Leopold Vander Kelen en zijn vrouw Maria Mertens het domein. Leopold Vander Kelen was burgemeester van Leuven; zijn vrouw was handelaar in wijnen. De kelders van het voormalige college werden goed gebruikt als opslagplaats voor de wijnhandel. Het gezin bouwde een classicistische burgemeesterswoning, waarbij nog enkele resten van het college ingemetseld werden. De riante woning met salons werd ingericht met talrijke kunstwerken. Na hun dood schonk zoon Victor Vander Kelen het huis aan de stad Leuven. Het werd het Stedelijk Museum Vander Kelen-Mertens. De kunstcollectie werd belangrijk uitgebreid. In 2009 werd het museum onderdeel van een groter geheel, de museumsite Museum M.